# Retrophyllum comptonii
Retrophyllum comptonii — вид хвойних рослин родини Подокарпових.

## Поширення, екологія
Країни поширення: Нова Каледонія. В основному вид знайдений у верхніх гірських лісах і маки як на ультраосновних так і сланцевих субстратах. 

## Опис
Дерево до 30 м заввишки. Кора від світло-коричневого до коричнево-сірого кольору. Насіння кулясте, грушоподібне, діаметром 13–15 мм, укрите м'ясистим, сизим покриттям товщиною 2–3 мм, яке стає темно-червоною при дозріванні.

## Загрози та охорона
Немає безпосередніх загроз для виду, але зміна клімату може створити проблеми в майбутньому. Цей вид зустрічається в декількох ПОТ.